# Сандра Паовић
Сандра Паовић (Вуковар, 15. април 1983) је хрватска репрезентативка у стоном тенису.

## Биографија
Почетком рата у Хрватској 1991. године, Сандра Паовић са родитељима, одлази из Борова Села где је у то време живела у избеглиштво у Србију. Породица се скучила у Змајеву у Војводини. Као младу почетницу у стоном тенису прихватио ју је месни стонотенисерски клуб, где ни из чега почиње да гради каријеру. Имала је огроман таленат, упорност, изгарање у игри што јој је отворило врата репрезентације Србије.
На Европском првенству 1996. у Братислави освојила је као кадеткиња бронзану медаљу у игри женских парова, а већ 1997. играла је на Медитеранским играма у Барију за Србију.
Егзистенцијални проблеми, немогићност да јој отац и мајка нађу посао, приморали су породицу је на још једну селидбу. Одлучили су се за повратак у Хрватску 1998.. Исте године на Европском првенству осваја три злата: екипно, појединачно и у мешовитим паровима, али овог пута за нову домовину. Сандра улази у воде професионалног клупског тениса у којем су победе биле имератив, због чињенице да су обавезе да су њени приходи највећим делом издржавали породицу.
Сандра постаје незамељив клупски играч, тако да је са репрезентацијом Хрватске на европским првенствима 2000 освојила бронзану медаљу у мешовитим паровима, а 2005. сребну медаљу у екипној конкуренцији. Између 2005. и 2007. играла је у немачкој Бундеслиги у Анрохту, а каријеру је наставила у француском клубу Монделвилу, који се налази у самом врху француског клупског стоног тениса.
Сандра Паовић успела се квалификовати за Олимпијске игре 2008. у Пекингу, где је дошла до другог круга такмичења.

## Саобраћајна несрећа
Дана 30. јануара 2009. на путу до аеродрома, екипа Мондевила која је пошла на меч у ЕТТУ купу, доживела је саобраћајну несрећу. Клупски комби се сударио и преврнуо. Сандра је спавала на десном задњем седишту и није се везала. Док су другарице из екипе прошле само са огреботинама, Сандра је била на ивици смрти. Неколико сати после несреће била је оперисана и лекарске процене су биле да има мале шансе да преживи. Повреде кичме изазвале су парализу ногу и руку, а Сандра није била у стању ни да дише самостално. Прогнозе стручњака су биле да ће ако преживи тешко икад моћи да хода, а под великим знаком питања била је и могућност да покреће руке.
Сандра се није предавала и после једанаест месеци лечења, најпре у Француској, а од априла 2009. у специјализованој клиници у Луцерну у Швајцарској, где је имала неколико операција, успела је да помери ноге. Невероватно је било ангажовање целог стонотенисерског света, тако да су из свих крајева света пристизала средства за њено лечење. Први део рехабилитације је завршен и Сандра се вратила кући у Вуковар 19. децембра 2009.
Неколико дана пред Нову 2010. годину на великом хуманитарном пројекту Може све прикупљена су додатна средства за даљу рехабилитацију. У тој акцији први пут је приказан и документарни филм посвећен Сандрином животу.

## Награде и признања
Сандра је 2009. године добила награду Понос Хрватске.